# Ивко Ганчев
Ивко Ганчев Иванов е роден на 21 юли 1965 г. в Стара Загора. Играе в Берое (84-89), Славия (89-91), Бурсаспор (91-99) и Ризеспор (99-00). Шампион с Берое през 1986, вицешампион през 1990 и бронзов медалист със Славия през 1991 г. В евротурнирите има 4 мача (2 за Берое в КЕШ и 2 за Славия в турнира за купата на УЕФА). Национален вратар с 3 мача и 41 участия в младежкия национален отбор.

## Успехи като треньор
Берое (Стара Загора)
- Купа на България - 2010